# Woolston (Cheshire)
Woolston est une paroisse civile du Cheshire, en Angleterre.